# BR-470
Pour les articles homonymes, voir Route 470.

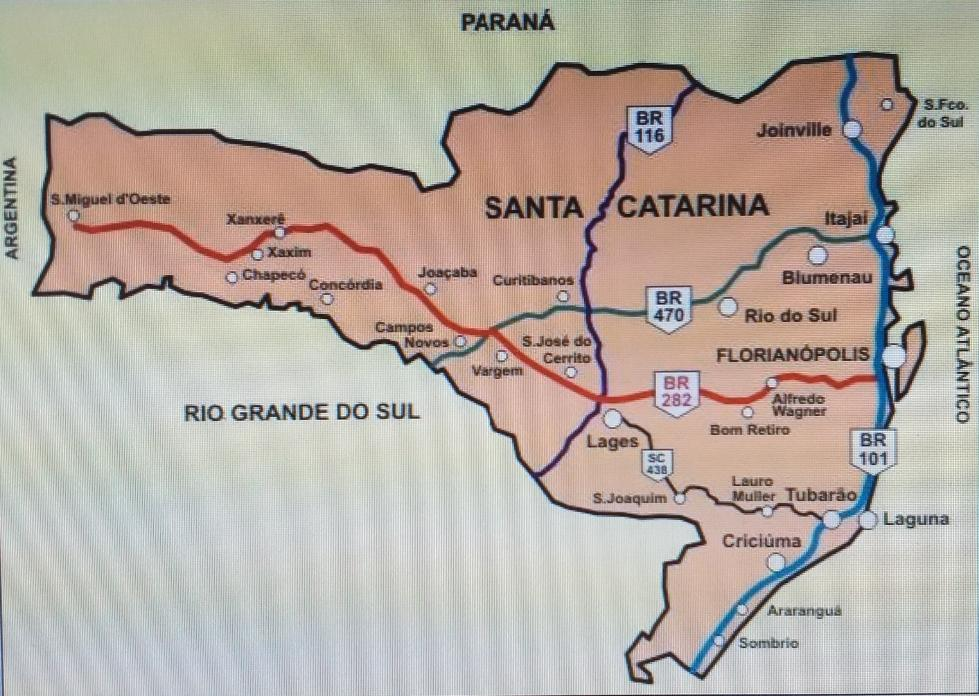
Tracé de la BR-470

La BR-470 est une route fédérale de liaison des États de Santa Catarina et du Rio Grande do Sul, au Brésil. Elle débute à Navegantes (Santa Catarina) et s'achève à Camaquã (Rio Grande do Sul). Elle est en très bon état en Santa Catarina, mais très inégale dans le Rio Grande do Sul. Son tronçon entre la BR-290 et Camaquã n'est pas encore réalisé ou achevé.
Elle dessert les villes de :
- Ilhota (Santa Catarina)
- Gaspar
- Blumenau
- Indaial
- Rodeio
- Ascurra
- Apiúna
- Ibirama
- Lontras
- Rio do Sul
- Laurentino
- Agronômica
- Trombudo Central
- Pouso Redondo
- Ponte Alta
- São Cristóvão do Sul
- Curitibanos
- Brunópolis
- Campos Novos
- Barracão (Rio Grande do Sul)
- Lagoa Vermelha
- André da Rocha
- Nova Prata
- Vila Flores
- Veranópolis
- Bento Gonçalves
- Garibaldi
- Carlos Barbosa
- Barão
- São Pedro da Serra
- Salvador do Sul
- Montenegro
- Triunfo
- São Jerônimo

Elle est longue de 829,300 km (y compris les tronçons non construits).